# Ошанин, Лев Васильевич
 Лев Васи́льевич Оша́нин (9 марта 1884, Ташкент — 9 января 1962, там же) — известный советский антрополог, биолог, доктор биологических наук (1939), профессор (1935), специалист по Средней Азии, организатор кафедры антропологии в Ташкентском университете.
Сын знаменитого путешественника Василия Фёдоровича Ошанина.

## Биография
В 1908 году окончил биологический факультет Петербургского университета с дипломом I степени.
В качестве врача участвовал в Первой мировой войне. Впоследствии работал в больницах города Ташкента.
Его главным увлечением была антропология. Длительное время являлся единственным антропологом во всей Средней Азии. Им была организована кафедра антропологии при Ташкентском университете, на которой он долгое время был профессором (с 1930 года) и заведующим до своей смерти в 1962 году.
Много путешествовал, занимаясь антропологическими замерами и описаниями этнических групп в самых удалённых уголках Средней Азии.
Его дочь Елена также впоследствии работала и преподавала в Ташкентском университете.
Похоронен на Боткинском кладбище Ташкента.